# Bucquetia
Bucquetia es un género botánico con tres especies de plantas fanerógamas pertenecientes a la familia Melastomataceae.

## Taxonomía
El género fue descrito por Augustin Pyrame de Candolle y publicado en Prodromus Systematis Naturalis Regni Vegetabilis 3: 110, en el año 1828.

## Especies aceptadas
A continuación se brinda un listado de las especies del género Bucquetia aceptadas hasta febrero de 2013, ordenadas alfabéticamente. Para cada una se indica el nombre binomial seguido del autor, abreviado según las convenciones y usos:
- Bucquetia glutinosa DC.
- Bucquetia nigritella Triana
- Bucquetia vernicosa Gleason